# Зграда католичке цркве у Лесковцу
Зграда католичке цркве у Лесковцу је грађевина која је саграђена у периоду од 1927. до 1933. године. Проглашена је непокретним културним добром Републике Србије и под заштитом је Завода за заштиту споменика културе Ниш.

## Опште информације
Налази се у улици Бранислава Нушића бр. 12 у Лесковцу, грађена је у периоду 1927-1933. године у класицистичком стилу. Поред скоромног присуства декоративних елемената, фасадну површину још чини наглашена централна улазна партија са стубовима који даље носе терасу другог спрата оивичену масивном оградом од вештачког камена.
Спрат објекта завршава се мансадним кровом кога чине три баџе, од којих је централна већих димензија са карактеристичним детаљем крста и користи се као приступ тераси. Овај духовни простор посвећен је Блаженој Девици Марији Краљици (22. август).
Уписана је у регистар Завода за заштиту споменика културе Ниш 1986. године.